# Michał Różyczka
Michał Różyczka – polski astronom i popularyzator astronomii, profesor doktor habilitowany.

## Życiorys
Ukończył studia astronomiczne na Uniwersytecie Warszawskim. Doktorat z astrofizyki, tytuł profesorski otrzymał w 1996 roku. Obecnie pracuje jako profesor zwyczajny i zastępca dyrektora w Centrum Astronomicznym im. Mikołaja Kopernika Polskiej Akademii Nauk w Warszawie.
W 1978 roku był laureatem Nagrody Młodych Polskiego Towarzystwa Astronomicznego.
Napisał setki artykułów popularnonaukowych, głównie do czasopism Wiedza i Życie, Świat Nauki oraz Polityka.

## Niektóre publikacje naukowe
- 2007, Hot Jupiters and central cavities of protoplanetary disks, Acta Astronomica, 2007, Michał Różyczka, Szymon Starczewski, Gawryszczak A., Wuensch R.
- 2007, On the diversity of giant planets - simulating the evolution of solids in protoplanetary disks, Planetary and Space Science, 55, 2007, 11, Michał  Różyczka, Kornet K., Woolf S.
- 2006, Global evolution of dust in protoplanetary disks, JENAM 2004 Astrophysics Revievs (CD-supplement), Springer, 2006, Michał Różyczka, Kornet K., Bodenheimer P., Stępiński T.
- 2006, Two-dimensional models of layered protoplanetary disks - II. The effect of a residual viscosity in the dead zone, MNRAS, 367, 2006, 8, Michał Różyczka, Wuensch R., Gawryszczak A., Klahr H.
- 2006, Formation of giant planets around stars with various masses, Astronomy; Astrophysics, 458, 2006, 8, Michał Różyczka, Kornet K., Wolf S.
- 2006, Gravitational instability and the formation of giant planets by core accretion, IAU Colloquium, 200, Cambridge, 2006, 5, Michał  Różyczka, Kornet K., Wolf S.
- 2005, Formation of giant planets in disks with different metalicieties, Astronomy and Astrophysics, 430, 2005, 6, Michał Różyczka, Kornet K., Bodenheimer P., Stępiński T.
- 2005, 2-D models of layered protoplanetary disks (abstract), Protostars and Planes V (LPI contribution 1286), 1286, 2005, 1, Michał  Różyczka, Wuensch R., Gawryszczak A., Klahr H.
- 2005, Planetary nebula dynamics in a nutshell, AIP conference proceedings, 804, 2005, 8, Michał Różyczka,
- 2005, The convergence of grid- and particle-based codes in star formation simulations, Protostars and Planets V (LPI contribution 1286), 1286, 2005, 2, Michał  Różyczka, Gawryszczak A., Goodwin S., Burkert A.
- 2005, Two-dimensional models of layered protoplanetary disks - I. The ring instability, MNRAS, 362, 2005, 8, Michał Różyczka, Wuensch R., Klahr H.